# Országos Magyar Izraelita Közművelődési Egyesület
Az Országos Magyar Izraelita Közművelődési Egyesület (OMIKE) 1909–1944 között működött. 2023-ban újraalapították a szervezetet.

## Története

### A kezdetek
Az OMIKE 1909-ben alakult Hevesi Simon budapesti főrabbi kezdeményezésére, a szervezet célja, hogy a modern kor világi eszmék és értékek vonzásában élő embere számára aktualizálja a zsidó vallás hagyományos értékeit. Az egyesület egyszerre ösztönözte a magyarosodást és a vallásos életmód követését. Az OMIKE számos kulturális és jóléti intézményt állított föl, így például menzát a Budapesten tanuló zsidó főiskolásoknak, könyvtárat és olvasótermet főiskolásoknak, tanoncotthonokat a budapesti zsidó iparos- és kereskedőtanoncok számára, és volt gyermeknyaraltatási akciója is. Ismeretterjesztő előadásokat és tudományos kurzusokat szervezett Budapesten és vidéken is. Égisze alatt az 1930-as évektől kezdve élénk kulturális élet zajlott, 1940-től kiállításokat is rendeztek. Az OMIKE a zsidótörvények következményeinek enyhítésében is szerepet vállalt. 1939-től a zsidó származású művészek nagy része nem lehetett színház tagja, megélhetésük is veszélybe került.
Az OMIKE ellátást adott tanoncoknak, és azon kívül nagy összeget fordított beíratási díjakra és szigorlati segélyekre. Másik kulturális intézménye a Könyvtár és Olvasóterem, ahol tan- és szakkönyvek meg folyóiratok álltak a főiskolai hallgatóság rendelkezésére. A kultúrotthon rendezte a fővárosban, a környéken és a vidéken a népszerű ismeretterjesztő előadásokat, és tudományos kurzusokat tartott fenn. Az O. műbarátok köre a festő- és szobrásznövendékek művészi kiképzése céljából alakult. Gyermeknyaraltatási akciója évente 5-600 vérszegény gyermeket helyezett el vidéki hittestvérek családjainál.

### Művészakció
1939-től, a Színház- és Filmművészeti Kamara megalakulásától a zsidó származású színházművészek nagy része nem lehetett színház tagja, megélhetésük is veszélybe került.
A Magyar Királyi Operaház részéről felmerült az a gondolat, hogy a munkájukat vesztett művészek kaphassanak fellépési lehetőséget a Wesselényi utcai Goldmark Teremben, az OMIKE égisze alatt. Dr. Ribári Géza ügyvéd, hitközségi vezető közbenjárására sikerült hatósági engedélyt kapni az előadások megtartására. (Csak izraelita vallásúak játszhattak és látogathatták az előadásokat.) Létrejött tehát az OMIKE Művészakciója.

### Műsor
A megnyitó előadás 1940. január 8-án volt, Madách Imre Mózeséből adtak elő részleteket, amelynek főszerepét Beregi Oszkár játszotta.
1940. május 4. Pergolesi: La serva padrona
1940. december 7. Wolff-Ferrari: Susanne titka
1941. január 27. Mozart: Szöktetés a szerájból
1941. november 4. Szomory Dezső: Takáts Alice
1941. december 21. Donáth Ede: Szulamit
1942. május 15. Mozart: Bastien et Bastienne
1943. március 22. Racine: Eszter
Utolsó lépésként pedig, 1944. március 19-én, amikor Molière egyik komédiájának főpróbáját tartották a Szegedről érkezett fiatal Horvai István vezetésével, német katonák jelentek meg és betiltották a próbát, és vele együtt a további előadásokat.
A színház négyéves működését tehát ezen a napon fejezte be. (OMIKE)

### Befolyása

#### Kolozsvári Állami Magyar Színház
1941. február 13-án zsidó színészek és műkedvelők Forgács Sándor vezetésével a Fejedelem utcai Vasas Otthonban előadták Ossip Dymov Szomorúságának énekese c. tragikomédiáját. Ez adta az ötletet, hogy – a budapesti OMIKE példájára – Hagibor vagy Concordia művészakció néven Zsidó Színház megalapítását kezdeményezzék. Az engedélyt br. Kemény János eszközölte ki a számukra, és a munkásklubban általában kétszer, kedden és szombaton tartották előadásaikat.

#### Ünnepség
A Remény zsidó társadalmi és kulturális folyóirat 1998-ban megemlékezett az OMIKE letiltott művészek egyesületének 65. évfordulójáról. Ünnepséget rendeztek, amelynek megnyitóját a MAZSIHISZ ügyvezető igazgatója mondta.

## Személyek

### Igazgatóság
Bánóczi László volt a Művészakció igazgatója, a művészeti vezetői pedig Bálint Lajos, Nagy György és Szabolcs Ernő voltak.
Beregi Oszkár (1876, Budapest – 1965, Hollywood) színművész, rendező, igazgató, 1940–1944 az OMIKE Művészakció főrendezője. 1944 közepén a Szálasi-uralom alatt bujkálnia kellett. Mikor a háború utolsó éveiben közvetlen életveszélybe került, a többi között veje, Pataky Kálmán, a világhírű énekes állt ki mellette hűségesen.
Pintér Oszkár (1876, Nagykároly – 1957, Zürich) építőmester, az elnöki tanács tagja.
Weiner László (1916, Szombathely – 1944, Lvov) zeneszerző, zongoraművész, karmester. A Zeneakadémián tanult Kodállyal. 1942-ben nőül vett Rózsa Verát. 1943 elvitték lágerba és ott ölték meg. Még Kodály sem tudta megmenteni.

### Énekesek
Rózsa Vera (1917 – 2010, London) énekes. A Zeneakadémián karmesterszakon tanult, majd mint énekes. Első fellépése 1943-ban volt az OMIKE-ben Pesti Izraelita Hitközség zene és színházi csoportjában mint egy zsidó asszony Händel Judas Maccabaeus és Cherubino Mozart Figaro házasságában. A svéd nagykövetség segítségével tudott megmenekülni, de férjét, Weiner László zeneszerzőt megölték. A felszabadulás után az Operaházban énekelt, majd Bécsben, végül Londonban lett keresett énektanár.
Relle Gabriella (1902, Budapest – 1975, Budapest) 1924–29-ben az Operaház magánénekesnője, 1928-ban és a harmincas években több alkalommal, nagy sikerrel vendégszerepelt a berlini Staatsoperben. Az Operaház örökös tagja. Mintegy 40 vezető szerepet énekelt el.
Herendi Manci (1930, Budapest – 1973, Budapest) színésznő. A Színművészeti Akadémián 1954-ben végzett. 1951-ben az Ifjúsági, 1953-ban a kecskeméti Katona József, 1958-ban a Déryné Színház szerződtette. 1966-tól 1985-ig a győri Kisfaludy Színház társulatának tagja. Főszerepek: Tóth Flóra (Bródy S.: A tanítónő); Jourdainné (Molière: Az úrhatnám polgár); Vojnyickaja (Csehov: Ványa bácsi).
Ernster Dezső, (1898, Pécs – 1981, Zürich) operaénekes (basszus). Nagy sikere volt Németországban, de amikor a nácik hatalomra kerültek, visszajött Magyarországra. Az OMIKE-ben szerepelt. 1944 elvitték koncentrációs táborba, de sikerült kiszabadulnia. A háború után fellépett Budapesten és a legnagyobb külföldi operaházakban.
Moshe Schwimmer (1918, Dolha – 2003, Chicago) kántor. Tanult a brünni Konzervatóriumban és ott énekelt a kórusban. Amikor nácik felgyújtották a zsinagógát, elmenekült Budapestre. Ott továbbra tanult és felkészítette az OMIKE szereplő csoportját és hangversenyek adott, miután elvitték munka lágerba. A felszabadulás után fellépett Európában és utána Chicagóban volt kántor 30 évig.
Lénárd Béla (1892, Bécs – 1960, Budapest) színész. Az 1920-as években a Kis Komédia titkára, majd 1922-ben a Faun Kabaré alapítója. 1940–44-ben játszott és konferált az OMIKE-ben. 1945–49-ben a Medgyaszay Színház rendezője volt. Játszott külföldön is. 1948-ban kabarét alapított.

### Festészet
Ungár Imre Ámos (1907, Nagykálló, Szabolcs-Szatmár megyében – 1943, Ohrdruf) grafikusművész. Már 1941-ben munkatáborba hurcolták, de rajzait kiállította az OMIKE. Később újra elfogták, elvitték Ukrajnába. Még ott is rajzolt, és verseket írt. Tífuszt kapott 1943 tavaszán, amikor Nyugatra vitték a németek, ismeretlen körülmények között halt meg.
Gedő Ilka (1921, Budapest – 1985, Budapest) festő, grafikus. 1940-ben részt vett az OMIKE második kiállításán és 1943-ban az ötödik kiállításán a Magyar Zsidó Múzeumban. A gettóban rajzokat készített, melyek bekerültek, többek között, a Jad Vasembe, a New York-i Zsidó Múzeumba, Metropolitan Művészeti Múzeumba, a houstoni Képzőművészeti Múzeumba.
Vajda Lajos (1908, Zalaegerszeg – 1941, Budakeszi) festő, grafikus. 1934-től 1940-ig az OMIKE menzájának állandó látogatója volt. Az OMIKE körül tömörülő festők legjelesebbike. 1934-ben itt ismerkedett meg későbbi feleségével, a szintén festő Richter (Vajda) Júliával.
Göndör Bertalan (1908, Budapest – 1945, Mauthausen) festőművész, grafikus. Az OMIKE többször is kiállította krétarajzait.

### Írók
Klasszikus művek és elnémított zsidó szerzők szerepeltek OMIKE-műsorokon.
Lajos Bálint: Támár (1942)
Pap Károly (1897, Sopron – 1945, Bergen-Belsen): Batséba (1940) és Mózes (1942)
Szomory Dezső (1869, Budapest – 1944, Budapest)
Szép Ernő (1884, Huszt – 1953, Budapest)
Molnár Ferenc (1878, Budapest – 1952, New York)
Bródy Sándor (1863, Eger – 1924, Budapest)

## Emlékezete
- OMIKE-archívum (összeáll. Harsányi László)
- OMIKE-műsor 1943. május, ill. 1947. szeptember 17. emlékező koncert[7]
- 2004-ben nagy árverés volt Budapesten, V. Szt. István krt. 11.[8]
- OMIKE-emlékoldal

## Újraalapítása
2023-ban újraalapították a szervezetet.

### Célja
"Az egyesület az azonos nevű 1909-ben alapított egyesület szellemi örökösének vallja magát, és fő céljának az eredeti egyesülethez hasonlóan a közművelődést tekinti. Az egyesület legfontosabb feladatának tekinti a kultúra terjesztését minél nagyobb közönség számára, ehhez kapcsolódóan kulturális események szervezését, a kultúrához köthető nevelési és szociális munka elvégzését, a rászorulók támogatását, tanulás elősegítését, a hátrányos helyzetben lévők kulturális oktatását." (részlet az alapszabályból)

### Vezetősége
- elnök: Danks Emese
- titkár: Dés Júlia
- művészeti vezető: Fischer Iván
- Zeibig Márton